# Тысяча первая гастроль (фильм, 1974)
Тысяча первая гастроль (азерб. 1001-ci qastrol) — советская музыкальная комедия 1974 года с элементами мюзикла и приключений производства киностудии Азербайджанфильм.

## Синопсис
Музыкальный фильм был создан по инициативе выдающиеся актёра и певца Рашида Бейбутова и Азербайджанского государственного театра песни. В этом фильме прозвучали ряд песен Рашида Бейбутова. В фильме затронута такая мысль, что талант невозможно уничтожить.

## Сюжет
У певца Эльдара красивый голос, поэтому некоторые люди завидуют ему и препятствуют его певческой деятельности. Но как во многих советских фильмах, история очень хорошо заканчивается.

## Создатели фильма

### В ролях
- Рашид Бейбутов — Эльдар Алиев[1]
- Инара Гулиева — Ирада
- Инна Лещинская — Беба
- Лия Элиава — Ширин ханым
- Мавр Пьясетский — Пертсиммер
- Рафик Бабаев — Тофик
- Расми Джабраилов — Гаранафас
- Адиль Искендеров — Алигафар
- Рафик Азимов — Гагаш
- Адиль Исмаилов — Ятаган
- Насиба Зейналова — бабушка Шарафана
- Кожевников (???)
- Айдын Махмудбеков — Марат
- Р. Рзаев — музыкант
- Сардаров (???) — музыкант
- Маяк Керимов — музыкант
- Тельман Адыгёзалов — музыкант
- Агахан Салманов — музыкант
- Акиф Али — музыкант
- Ф. Юсибова
- Казимов (???)
- Эльдар Алиев — режиссёр
- Рамиз Меликов — театральный работник
- Мамедсадых Нуриев
- Рамиз Мамедов — театральный работник

#### Роли дублировали
- Расим Балаев — Эльдар (Rəşid Behbudov)
- Шахмар Алекперов — режиссёр (Eldar Əliyev)
- Шафига Мамедова — Лейла